# Homer Martínez
Homer Enrique Martínez Yepez (ur. 6 października 1997 w Malambo) – kolumbijski piłkarz występujący na pozycji środkowego obrońcy lub defensywnego pomocnika, reprezentant Kolumbii, od 2021 roku zawodnik Junior.